# 別内ビョルガラム駅
別内ビョルガラム駅（ピョルネビョルガラムえき）は大韓民国京畿道南楊州市別内洞にある、ソウル交通公社榛接線の駅。駅番号は408。
ビョル（별）は「星」を、ガラム（가람）は「川」を意味する固有語であり韓国語としての漢字表記は存在しない。
隣の梧南駅までは7.7 km離れており、ソウル交通公社で最も駅間距離が長い。

## 歴史
- 2014年12月10日 - 着工。
- 2021年8月6日 - 駅名が正式決定[1]。
- 2022年3月19日 - 開業[2]。

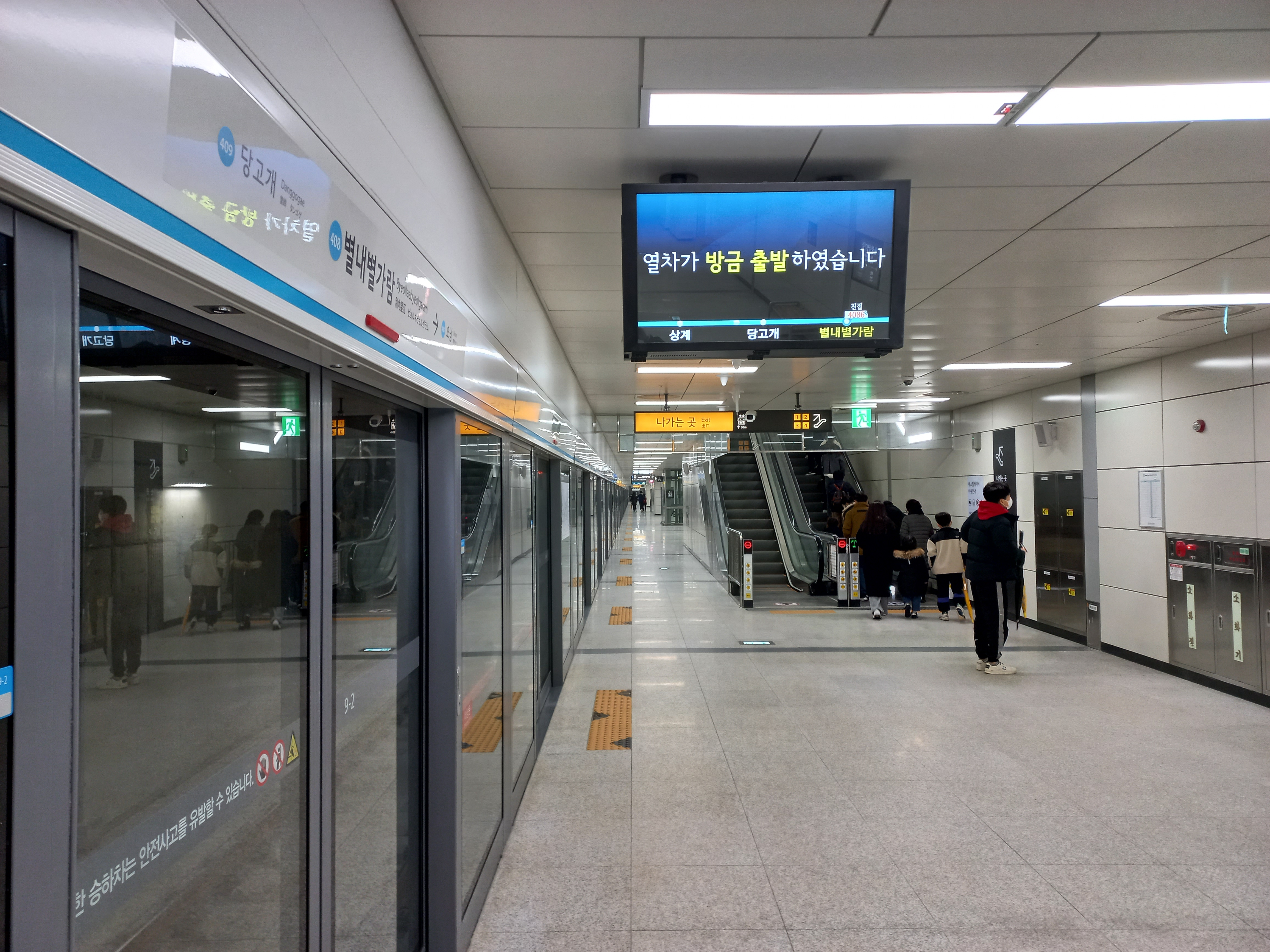
ホーム(2022年3月)
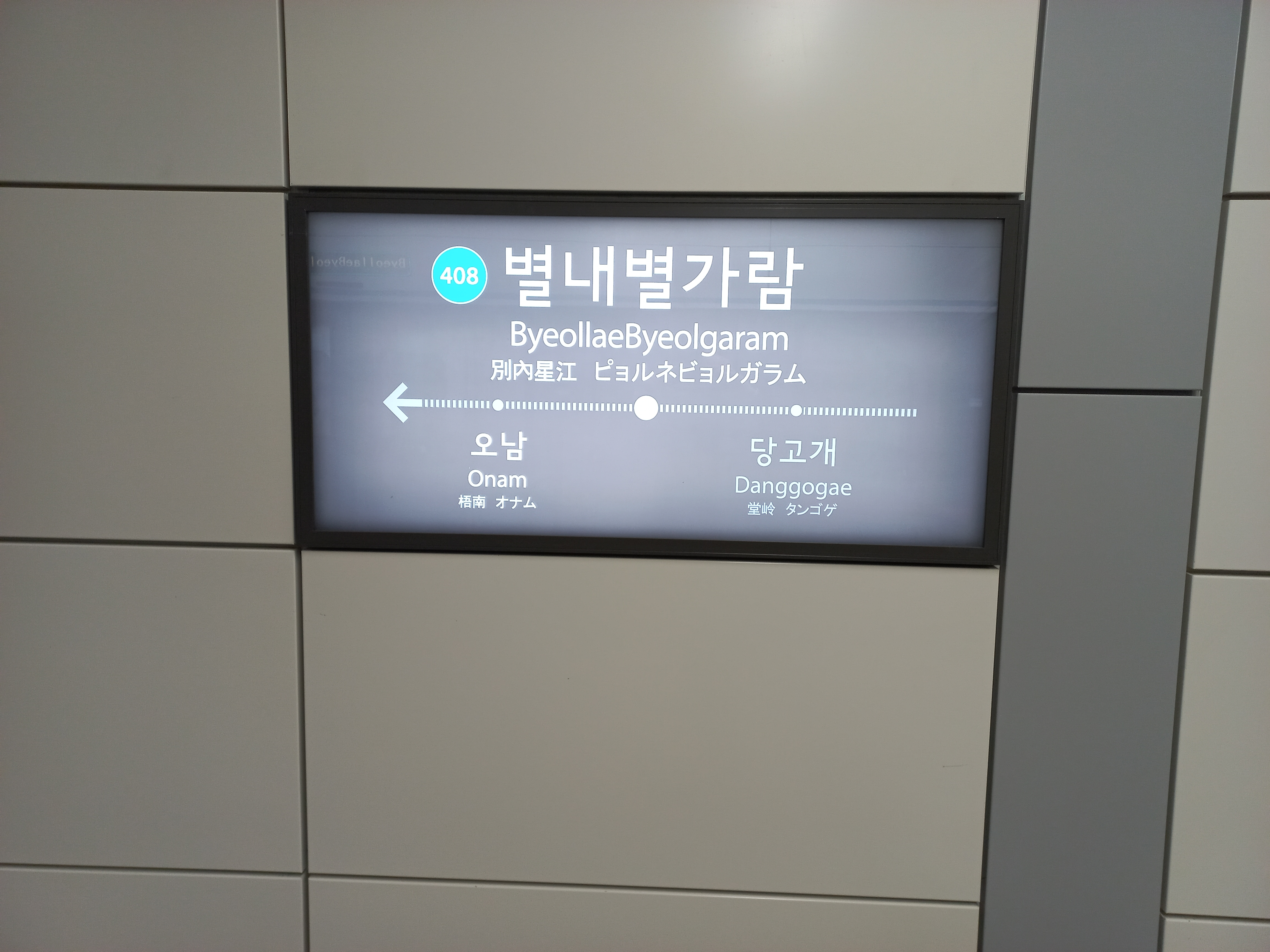
駅名標

## 隣の駅
ソウル交通公社
榛接線
梧南駅 (406) - 別内ビョルガラム駅 (408) - 仏岩山駅 (409)

## その他
ソウル交通公社8号線は将来的に当駅まで延伸する予定がある。